# Nebulina
La nebulina és una proteïna que uneix l'actina que es localitza al filament prim dels sarcòmers del múscul esquelètic. És una proteïna molt gran (600-900 kDa) i s'uneix a fins a 200 monòmers d'actina. Com que la seva longitud és proporcional a la longitud del filament prim, es creu que la nebulina actua com a "regla" de filament prim i regula la longitud del filament prim durant el muntatge del sarcòmer i actua com a revestiment del filament d'actina. Altres funcions de la nebulina, com ara un paper en la senyalització cel·lular, segueixen sent incertes.
També s'ha demostrat que la nebulina regula les interaccions actina-miosina mitjançant la inhibició de l'activitat de l' ATPasa d'una manera sensible al calci - calmodulina.
Les mutacions en la nebulina provoquen alguns casos de miopatia nemalínica de trastorn autosòmic recessiu.
Un membre més petit de la família de proteïnes de la nebulina, anomenat nebulette, s'expressa al múscul cardíac .

## Estructura
L'estructura del domini SH3 de la nebulina es va determinar per RMN. El domini SH3 de la nebulina es compon de 60 residus d'aminoàcids, dels quals el 30 per cent es troba a l'estructura secundària del full beta (7 cadenes; 18 residus).

## Fenotip knockout
A partir de l'any 2007, s'han desenvolupat dos models de ratolí knockout per a la nebulina per entendre millor la seva funció in vivo. Bang i els seus col·legues demostraren que els ratolins amb nebulina-knockout moren postnatalment, tenen una longitud de filament prim reduïda i una funció contràctil deteriorada. La desorganització i la degeneració del sarcòmer postnatal es van produir ràpidament en aquests ratolins, cosa que indica que la nebulina és essencial per mantenir la integritat estructural de les miofibrils. Witt i els seus col·legues tenir resultats similars en els seus ratolins, que també van morir postnatalment amb una longitud de filament prim i una funció contràctil reduïdes. Aquests ratolins eliminadors de nebulina s'estan investigant com a models animals de miopatia nemalina .